# 黒髪 (熊本市)
- 日本 > 熊本県 > 熊本市 > 中央区 > 黒髪
- 日本 > 熊本県 > 熊本市 > 北区 > 黒髪（七丁目の一部）

黒髪（くろかみ）は、熊本県熊本市の町名。黒髪一丁目から黒髪八丁目までが設置されており、ほぼ全域中央区だが七丁目の一部は北区となっている。2011年5月1日現在の人口は8,791人。郵便番号は全域共通で860-0862。

## 地理
熊本市北東部のかつて黒髪山と呼ばれた立田山南西麓に位置する。北で室園町、北東の道路上の一点で乗越ケ丘、北東で龍田、東で龍田陳内、白川を跨いだ南側で新南部・渡鹿・大江、南西で子飼本町・薬園町、西で坪井と接する。
白川南岸に設置された白川大江新屋敷緑地の一部にも町域が及ぶ。坪井川と白川が流れ自然豊かで、大学などの教育機関も数多くあるため文教地区及び学生街の顔を持つ。

### 河川
- 白川
- 坪井川

### 山岳
- 立田山

## 歴史
- 現在の地名である「黒髪」は、1921年6月まで存在した飽託郡黒髪村が由来である。黒髪村の「黒髪」は、すぐ近くに位置する立田山の旧称である黒髪山から取って名付けられた。さらに黒髪山の「クロカミ」は、闇龗神（クラオカミノカミ）という龍神の名が由来である。闇龗神の「闇(クラ)」は谷間を表し「龗神 (オカミノカミ)」は龍神を表す古語である。「闇龗神(クラオカミノカミ)を祀る山」が口伝えされていく内に徐々に訛り、クラオカミ山、クロカミ山 へと変化した[2]。漢字の「黒髪」の表記は、後世になって発音に合わせた当て字である。闇龗神は水田や農耕に必要な恵みの雨を降らせたり、長雨を止めてくれるとして信仰されてきた、水を司る龍神である。
現在でも黒髪の周辺地域には龍と農耕にまつわる「龍田（タツダ）」や、龍の字を簡素化した「竜田（タツダ）」、龍田の発音から派生したと考えられる「立田（タツダ）」という地名が残っており、黒髪地域に所在する熊本大学 黒髪キャンパスの南側を流れる一級河川 白川には、現在も「龍神橋」という橋が架かっている[3]。
- 2012年4月1日からは、熊本市の政令指定都市移行により中央区となったが、東側にあたる七丁目のうち無番地と100番地から164番地までは北区となった[4]。

## 施設
- リデル・ライト両女史記念館
- 細川家廟所
- 独立行政法人森林総合研究所九州支所
- 小峰墓地
- 立田山墓地

### 教育機関
大学
- 熊本大学

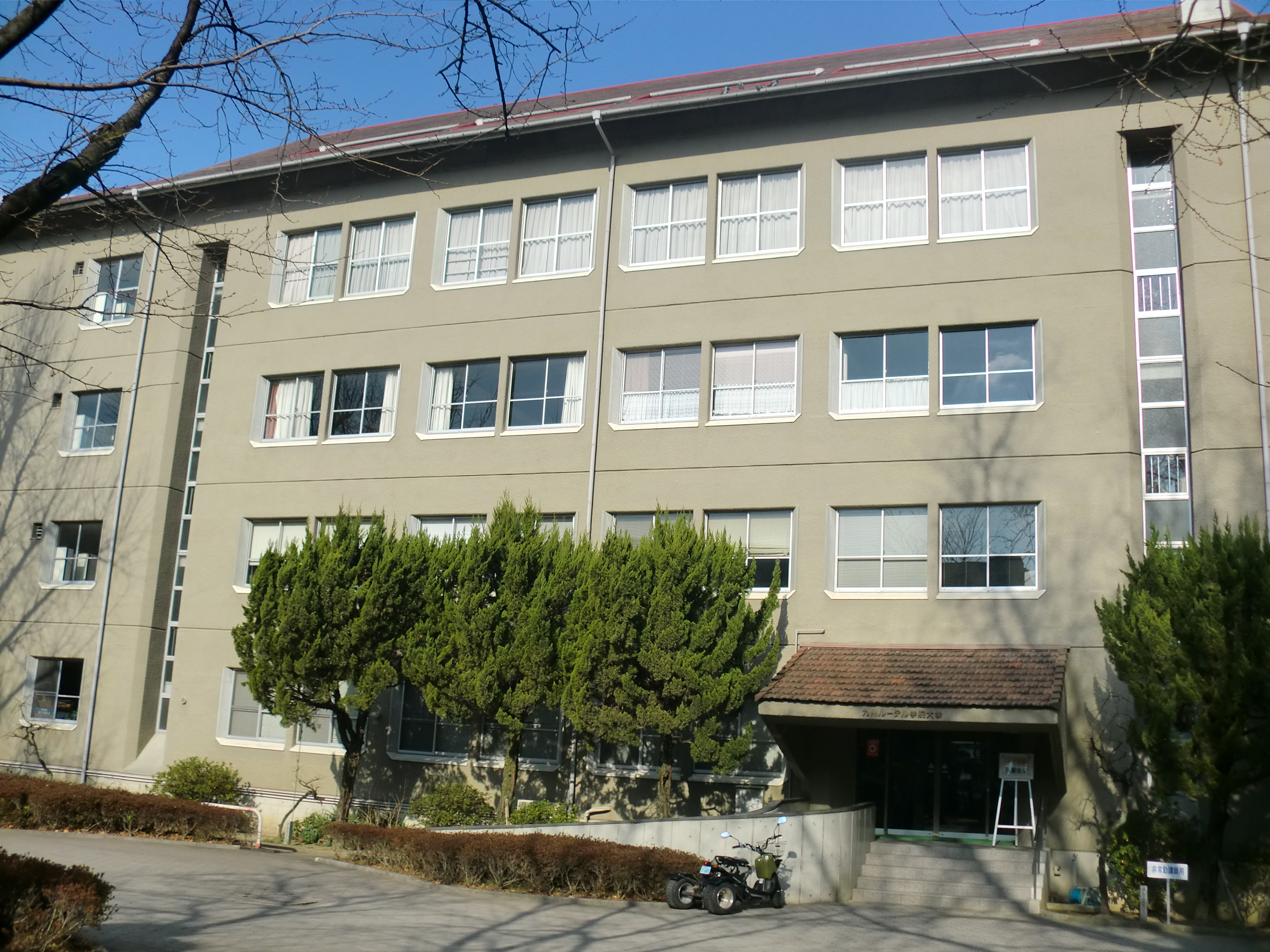
九州ルーテル学院大学
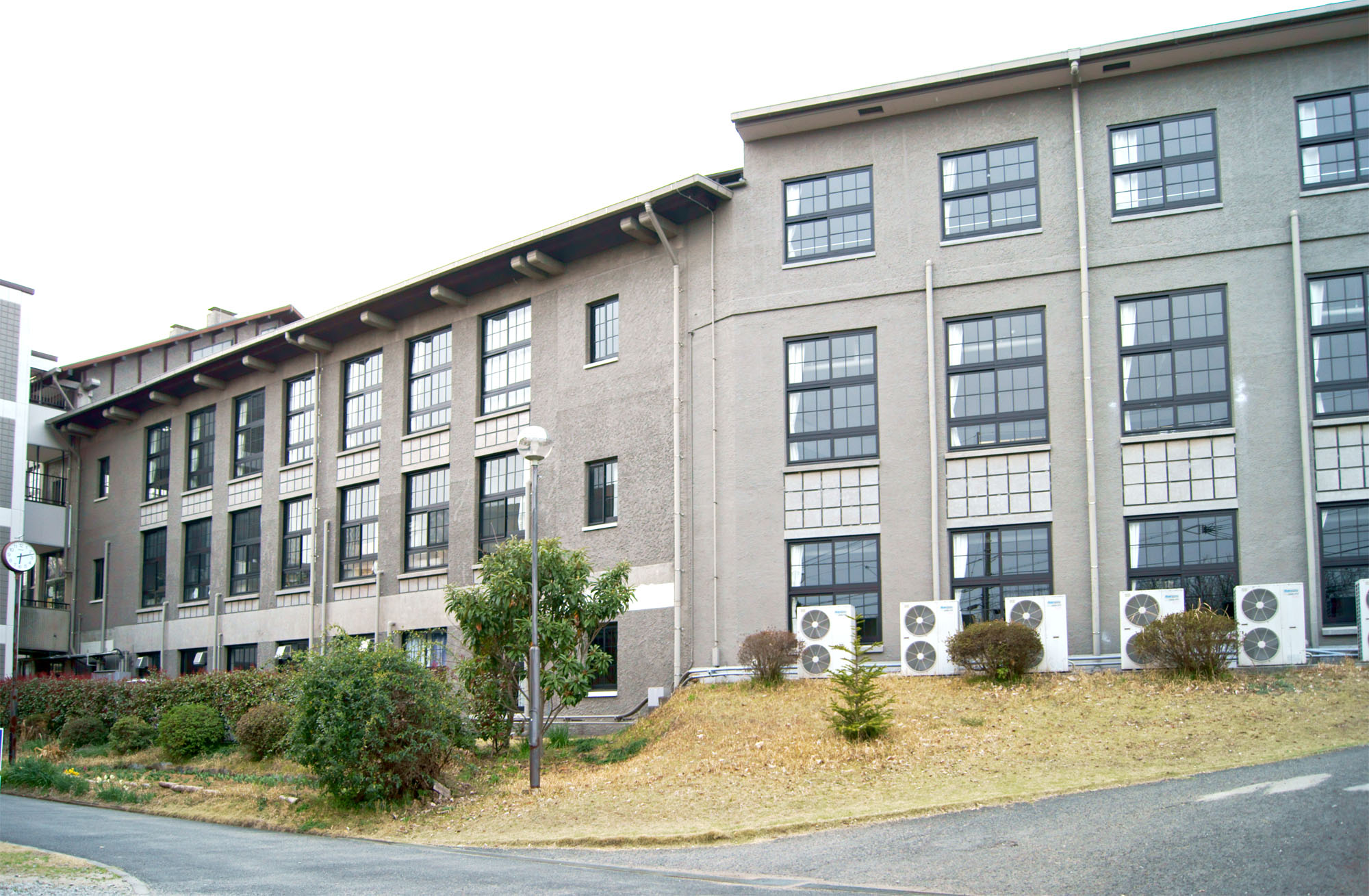
ルーテル学院中学校・高等学校
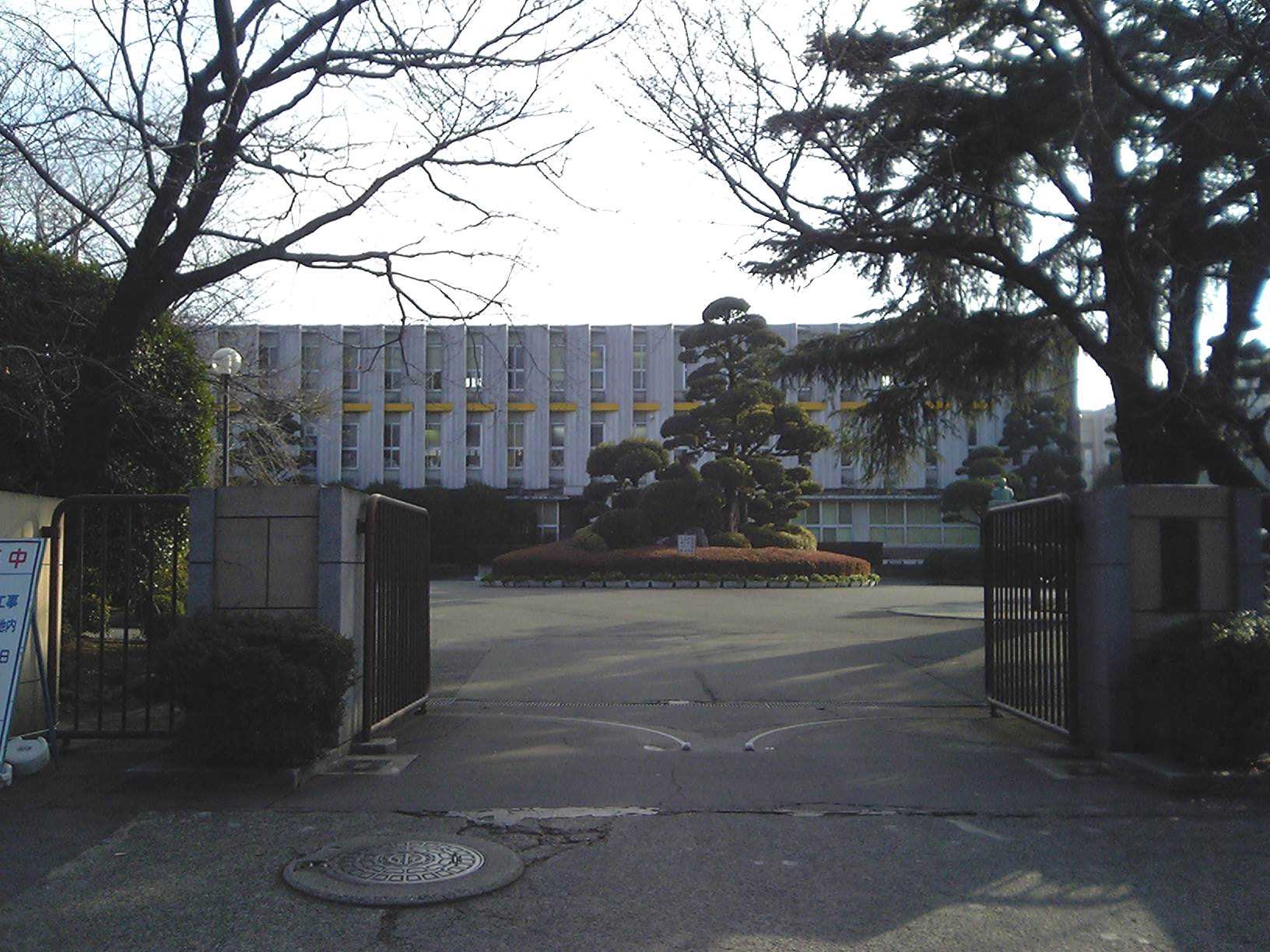
熊本県立済々黌高等学校

高等学校・中学校
- ルーテル学院中学校・高等学校
- 熊本県立済々黌高等学校
- 熊本市立桜山中学校

小学校
- 熊本市立黒髪小学校

幼稚園
- ルーテル学院幼稚園
- 黒髪幼愛園

特別支援学校
- 熊本大学教育学部附属特別支援学校

- 九州ルーテル学院大学
- ルーテル学院中学校・高等学校
- 熊本県立済々黌高等学校

### 宗教施設
- 長薫寺
- 桜山神社
- 下立田菅原神社
- 宇留毛菅原神社

## 交通

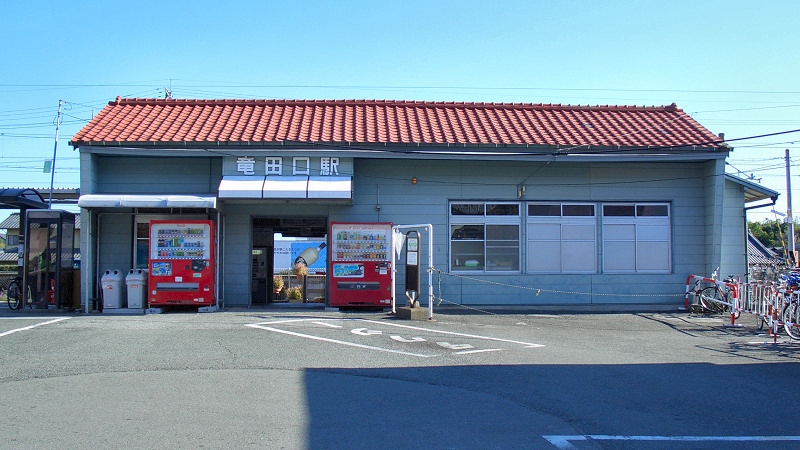
竜田口駅

### 鉄道
- JR九州豊肥本線 - 竜田口駅

町域西方は西側の坪井に位置する熊本電鉄黒髪町駅（所在は坪井）が利用できる。

### バス
- 九州産交バス・熊本電鉄バス ‐ 楠団地・武蔵ヶ丘、菊陽・大津方面に行くバス路線が頻繁に走っている。

### 道路
- 国道3号
- 熊本県道37号熊本菊鹿線
- 熊本県道337号熊本菊陽線 - 旧国道57号